# Popiersie Bolesława Prusa w Warszawie
Popiersie Bolesława Prusa – pomnik znajdujący się przy ul. Zwycięzców na Saskiej Kępie w Warszawie. 

## Opis
Rzeźbę usytuowano przed budynkiem Liceum im. Bolesława Prusa. Wykonał ją Stanisław Sikora z brunatnego kamienia na postumencie z czerwonego piaskowca. Inicjatorem powstania pomnika było Towarzystwo Przyjaciół Warszawy – oddział Saska Kępa.
Popiersie odsłonięte zostało 19 maja 1983, w 71. rocznicę śmierci Bolesława Prusa. Poświęcono je pisarzowi, gdyż ten nie tylko wielokrotnie odwiedzał organizowane na Saskiej Kępie festyny, ale interesował się rozwojem tej części miasta i komentował m.in. prowadzone na jej terenie i w okolicy inwestycje.